# Madhelee
Madhelee – gaun wikas samiti we wschodniej części Nepalu w strefie Kośi w dystrykcie Sunsari. Według nepalskiego spisu powszechnego z 2001 roku liczył on 1326 gospodarstw domowych i 6918 mieszkańców (3454 kobiet i 3464 mężczyzn).